# La spada a tre lame
La spada a tre lame (The Sword and the Sorcerer) è un film del 1982 diretto da Albert Pyun.

## Trama
In un Medioevo favolistico e fantastico, il perfido Cromwell conquista il regno di re Riccardo con l'aiuto di Xusia, mago malvagio. Ma Talon, figlio del re ucciso, qualche anno più tardi si vendicherà.

## Produzione
Il film è costato 4 milioni di dollari e al ritiro dalle sale ne aveva incassati oltre 39.